# Кратність (математика)
Кратність (термін) — це властивість, яка показує, скільки разів одне число можна поділити на інше без залишку. Наприклад, якщо ми беремо число 3, кожне число, яке можна отримати, помноживши 3 на інше натуральне число (наприклад, можна отримати 3, 6, 9, 12 і т. д.), буде кратним числу 3, оскільки вони діляться на нього без залишку.
Важливо відзначити, що будь-яке натуральне число має нескінченну кількість кратних. Найменшим кратним числа є саме це число, але найбільше кратне числа не можна визначити, оскільки кратні можуть бути нескінченно великими.

## Кратність простого множника
При розкладені на прості множники, кратність простого множника — це його {\displaystyle p}-адичний порядок. Наприклад, простий множник цілого числа 60 є
60 = 2 × 2 × 3 × 5,
кратність простого множника 2 дорівнює 2, тоді як кратність кожного з простих множників 3 і 5 дорівнює 1. Таким чином, 60 має чотири прості множники з урахуванням кратності, але лише три різні прості множники.

## Кратність кореня многочлена
Нехай {\displaystyle F} — поле, а {\displaystyle p(x)} — поліном від однієї змінної із коефіцієнтами у {\displaystyle F}. Елемент {\displaystyle a\in F} є коренем кратності {\displaystyle k} для {\displaystyle p(x)}, якщо існує такий поліном {\displaystyle s(x)}, що {\displaystyle s(a)\neq 0} і {\displaystyle p(x)=(x-a)^{k}s(x)}. Якщо {\displaystyle k=1}, то {\displaystyle a} називається простим коренем. Якщо {\displaystyle k\geqslant 2}, то {\displaystyle a} називається кратним коренем порядку {\displaystyle k} або коренем кратності {\displaystyle k}.
Наприклад, поліном {\displaystyle p(x)=x^{3}+2x^{2}-7x+4} має корені 1 і −4, і його можна записати як {\displaystyle p(x)=(x+4)(x-1)^{2}}. Це означає, що 1 є коренем кратності 2, а −4 є простим коренем (кратності 1). Кратність кореня — це кількість входжень цього кореня при розкладенні полінома на множники відповідно до основної теореми алгебри.
Якщо {\displaystyle a} є коренем кратності {\displaystyle k}
якогось поліному, то він буде коренем кратності {\displaystyle (k-1)} для похідної цього полінома, якщо тільки характеристика основного поля не є дільником k, у такому випадку {\displaystyle a} є коренем з кратність принаймні {\displaystyle k} для похідної цього полінома.
Дискримінант полінома дорівнює нулю тоді і тільки тоді, коли поліном має кратний корінь.

### Поведінка поліноміальної функції поблизу кратного кореня

Графік функції y=x^{3} + 2x^{2} − 7x + 4 має простий корінь (кратність 1) у точці x=−4 та корінь кратності 2 у точці x=1. Графік перетинає вісь x у точці з простим коренем — x=−4. При цьому у точці з коренем кратності 2 графік є дотичним до вісі x, але не перетинає її, оскільки кратність цього кореня є парним числом.

Графік поліноміальної функції f перетинає або торкається осі x у тих точках, де є корені полінома. Якщо корінь полінома є кратним, графік є дотичним до осі x, якщо корінь є простим, то графік f не торкається осі у цій точці x. Графік перетинає вісь x в коренях з непарною кратністю і не перетинає її в коренях з парною кратністю.
Ненульова поліноміальна функція завжди невід'ємна тоді і тільки тоді, коли всі її корені мають парну кратність і існує {\displaystyle x_{0}} такий, що {\displaystyle f(x_{0})>0}.

## Кратність розв'язку нелінійної системи рівнянь
Рівняння {\displaystyle f(x)=0} має розв'язок лише для одного значення змінної — {\displaystyle x_{*}} кратності {\displaystyle k}, якщо
{\displaystyle f(x_{*})=f'(x_{*})=\cdots =f^{(k-1)}(x_{*})=0} і {\displaystyle f^{(k)}(x_{*})\neq 0.}
Іншими словами, диференціальний функціонал {\displaystyle \partial _{j}}, визначений як похідна {\displaystyle {\frac {1}{j!}}{\frac {d^{j}}{dx^{j}}}} функції у точці {\displaystyle x_{*}}, обертається в нуль в {\displaystyle f} для {\displaystyle j} від 1 до {\displaystyle (k-1)}. Ці диференціальні функціонали {\displaystyle \partial _{0},\partial _{1},\cdots ,\partial _{k-1}} охоплюють векторний простір, який називається двоїстим простором Маколея в {\displaystyle x_{*}}, а його розмірність дорівнює кратності {\displaystyle x_{*}} як нуля {\displaystyle f(x)}.
Нехай {\displaystyle \mathbf {f} (\mathbf {x} )=\mathbf {0} } — система {\displaystyle m} рівнянь із {\displaystyle n} змінними з розв'язком {\displaystyle \mathbf {x} _{*}}, де {\displaystyle \mathbf {f} } є відображенням {\displaystyle \mathbb {R} ^{n}\to \mathbb {R} ^{m}} або {\displaystyle \mathbb {C} ^{n}\to \mathbb {C} ^{m}}. Існує також подвійний простір Маколея диференціальних функціоналів в {\displaystyle \mathbf {x} _{*}}, в якому кожен функціонал обертається у нуль {\displaystyle \mathbf {f} }. Розмірність цього дуального простору Маколея є кратністю розв'язку {\displaystyle \mathbf {x} _{*}} рівняння {\displaystyle \mathbf {f} (\mathbf {x} )=\mathbf {0} }. Двоїстий простір Маколея формує структуру кратності розв'язку системи.
Наприклад, {\displaystyle \mathbf {x} _{*}=(0,0)} буде розв'язком системи рівнянь {\displaystyle \mathbf {f} (\mathbf {x} )=\mathbf {0} }, де
{\displaystyle \mathbf {f} (\mathbf {x} )=\left[{\begin{array}{c}\sin(x_{1})-x_{2}+x_{1}^{2}\\x_{1}-\sin(x_{2})+x_{2}^{2}\end{array}}\right]}
Цей корінь має кратність 3, оскільки двоїстий простір Маколея
{\displaystyle span\{\partial _{00},\partial _{10}+\partial _{01},-\partial _{10}+\partial _{20}+\partial _{11}+\partial _{02}\}}
має розмірність 3, де {\displaystyle \partial _{ij}} позначає диференціальний функціонал {\displaystyle {\frac {1}{i!j!}}{\frac {\partial ^{i+j}}{\partial x_{1}^{i}\partial x_{2}^{j}}}}, застосований до функції {\displaystyle \mathbf {f} } в точці {\displaystyle \mathbf {x} _{*}=(0,0)}.
Кратність завжди скінченна, якщо розв'язок є ізольованим, є інваріантною до зміни параметрів у тому сенсі, що {\displaystyle k}-кратний розв'язок стає кластером розв'язків із сумарною кратністю {\displaystyle k} під час зміни параметрів у комплексних просторах і тотожна кратності перетину для поліноміальних систем.

## Кратність перетину
В алгебраїчній геометрії перетин двох підмноговидів алгебраїчної множини є скінченним об'єднанням нерозкладних множників. Кожній складовій такого перетину приписується «множина кратності». Це поняття є локальним у тому розумінні, що його можна визначити, розглядаючи події в околі будь-якої загальної точки цієї складової. З цього випливає, що без втрати загальності ми можемо розглядати, для визначення множинної кратності перетину, перетин двох афінних многовидів (підмноговидів афінного простору).
Таким чином, маючи два афінних многовиди V1 і V2, розглянемо нерозкладну складову W перетину з V1 і V2. Нехай d — розмірність W, а P — будь-яка загальна точка W. Перетин W з гіперплощиною d в загальному положенні, яка проходить через P, має нерозкладену складову, яка зводиться до однієї точки P . Отже, локальне кільце в цій компоненті координатного кільця перетину має лише один простий ідеал, і тому є кільцем Артіна. Це кільце є кінцево-вимірним векторним простором над базовим полем. Його розмірність — це множинна кратність перетину V1 і V2 у W.
Це визначення дозволяє нам точно сформулювати теорему Безу та її узагальнення.
Наведене визначення узагальнює кратність кореня полінома наступним чином. Корені полінома f — це точки на афінній прямій, які є компонентами алгебраїчної множини, заданої многочленом. Координатне кільце цієї афінної множини має вигляд {\displaystyle R=K[X]/\langle f\rangle ,} де K — алгебраїчно замкнуте поле, що містить коефіцієнти f. Якщо {\displaystyle f(X)=\prod _{i=1}^{k}(X-\alpha _{i})^{m_{i}}} — розкладення полінома f, тоді локальне кільце R відносно простого ідеалу буде {\displaystyle \langle X-\alpha _{i}\rangle } є {\displaystyle K[X]/\langle (X-\alpha )^{m_{i}}\rangle .} Це векторний простір над K, розмірність якого відповідає кратності {\displaystyle m_{i}} кореня.
Це визначення кратності перетину, яке, по суті, належить Жан-П'єр Серру, описане у його книзі «Локальна алгебра», працює лише для теоретико-множинних компонент (також їх називають «ізольованими компонентами») перетину, а не для вбудованих компонент. Були розроблені теорії для роботи з вбудованими компонентами (див. Теорія перетинів для більш детальної інформації).

## У комплексному аналізі
Нехай z0 є коренем голоморфної функції f, а n — найменше додатне ціле число таке, що n-та похідна f, обчислена як z0, відрізняється від нуля. Тоді ряд Лорана для функції f в околі точки z0 починається з n-го члена, і кажуть, що у функції f є корінь кратності (або «порядку») n.
Якщо n=1, то корінь називається простим.
Ми також можемо визначити кратність нулів та полюсів мероморфної функції. Якщо у нас є мероморфна функція {\textstyle f={\frac {g}{h}},} де g і h — це функції, візьмемо ряди Тейлора g і h  в околі точки z0, і знайдемо перший ненульовий член у кожному з них (позначимо порядок цих членів як m і n відповідно). Якщо m=n, то точка має ненульове значення. Якщо {\displaystyle m>n,} точка є нулем кратності {\displaystyle m-n.} Якщо {\displaystyle m<n}, то точка має полюс кратності {\displaystyle n-m}.